# Stockholms saluhallar

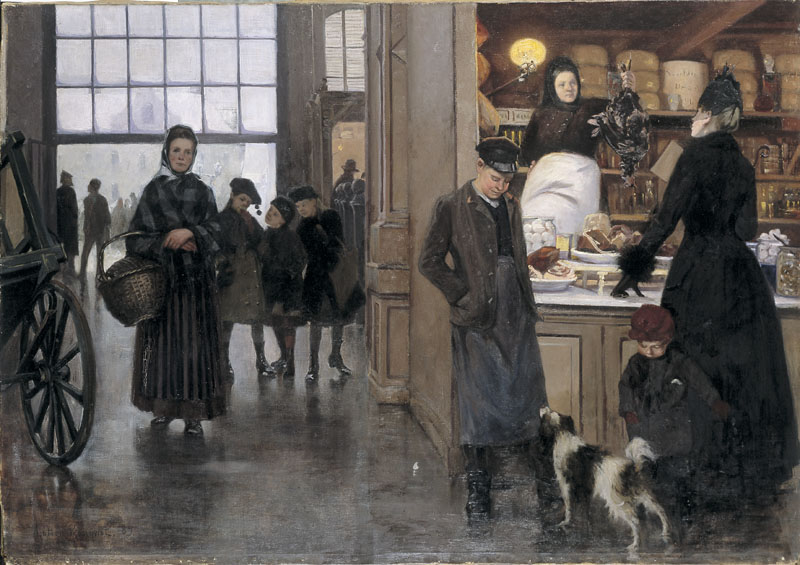
Gamla Hötorgshallen 1889, målning av Lotten Rönquist.

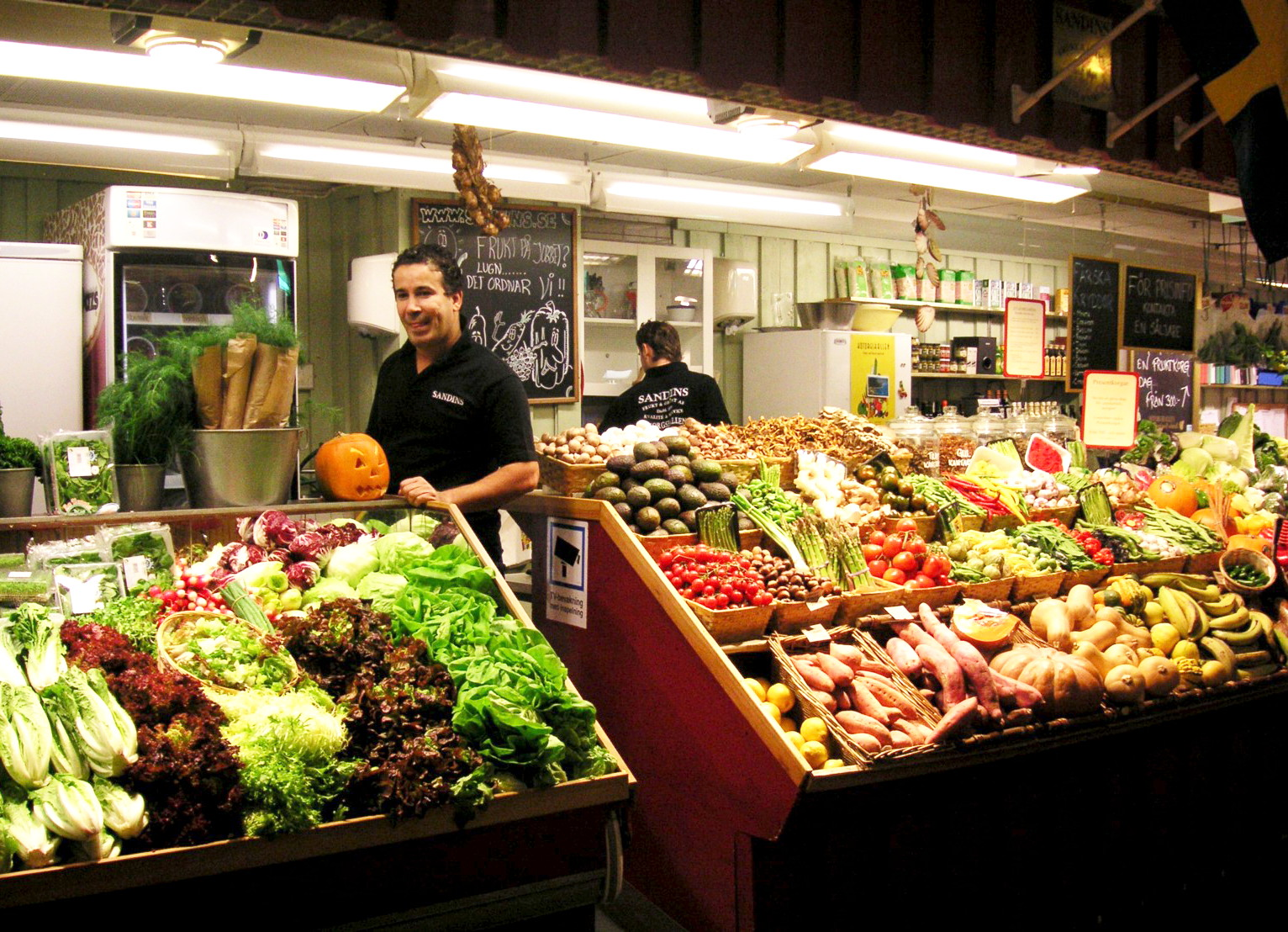
Nya Hötorgshallen 2007.

Stockholms första saluhallar började uppföras i slutet av 1800-talet. Anledningen var insikten om att bakterier kunde utlösa sjukdomar och att nya hygieniska bestämmelser började införas. Stockholms och Sveriges första saluhall var Köttorgshallen i Gamla stan (öppnad 1875, riven 1950) där kött och fläsk såldes. Den följdes av Gamla Hötorgshallen vid Hötorget på Norrmalm (öppnad 1884, riven 1954). 
Stadens äldsta fortfarande existerande saluhall är Östermalmshallen (invigd 1888). Det fanns fler saluhallar som försvann med tiden, exempelvis Maria saluhall vid Hornsgatan (riven i slutet på 1920-talet). Ännu 1955 fanns en flytande fiskhall i Riddarfjärden vid Kornhamnstorg.
Idag finns tillsammans med nya Hötorgshallen (invigd 1959) och Söderhallarna (invigd 1992) tre saluhallar i Stockholm.

## Historik

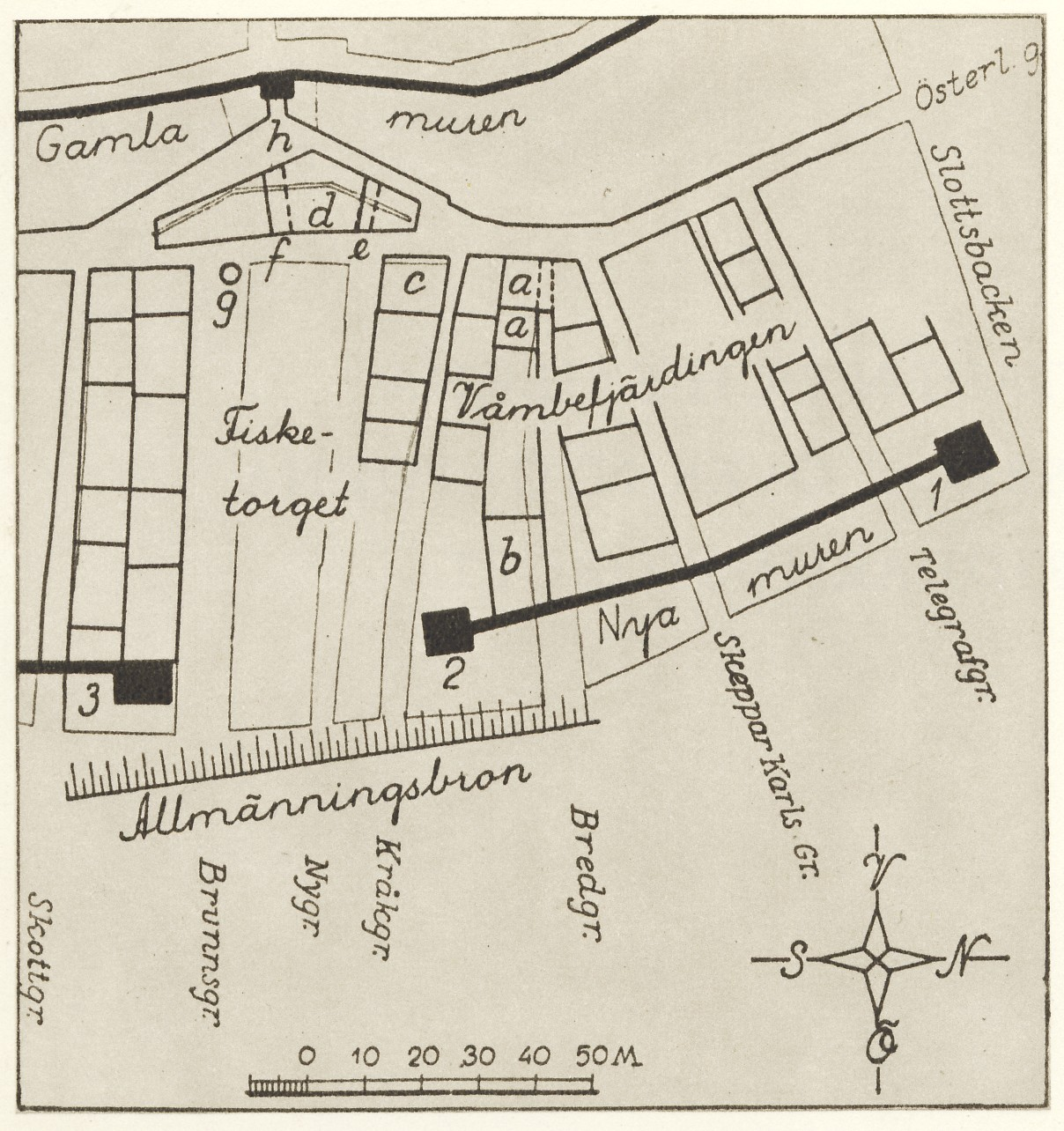
Rekonstruktion av Våmbefjärdingen och Fiskartorget på 1450-talet.

Föregångaren till saluhallarna var den öppna torghandeln som bedrevs på flera platser i Stockholm. Fiskartorget på Gamla stans östra sida var under sena medeltiden Stockholms största torg.  Torget var en livlig handelsplats för produkter från Stockholms skärgård. 
Redan tidigt delade man upp handeln efter två produktkategorier. Fisk såldes på Fiskartorget (nuvarande Norrmalmstorg). På Hötorget såldes sedan 1600-talet inte bara hö utan även livsmedel som fläsk, vilt, fjäderfä, saltad eller rökt fisk, kokta skaldjur och bland annat smör, ost, bröd samt färdiglagad mat. Gamla stans västsida och området vid Slussen var också tidigt ett centrum för livsmedelshandel. Utvecklingen inom torghandeln av färskvaror i slutet på 1800-talet kom att gå åt två håll. En försäljning var direkt riktad till konsumenten, minuthandel, och en mot butiker, partihandel.
Under 1800-talets andra hälft började man i Europa att överföra viss typ av torghandel till mera hygieniska, klimatskyddade saluhallar. Sådana hade redan uppförts i södra Europa och de visade sig ha en gynnsam effekt på saniteten. Huvudanledningen var ständiga epidemier av typ kolera som även hemsökte Stockholm flera gånger. I saluhallen gick det bättre att skydda matvaror för väder och vind, insekter, råttor och andra skadedjur. Även handlarnas handhygien kunde förbättras i en hall med tillgång till rinnande vatten.
Det skulle dock dröja till den 1 januari 1914 innan en ny lag (torghandelsförbudet) förbjöd all torghandel utomhus med kött, fisk, bröd och mjölkprodukter. Många av livsmedelsförsäljarna flyttade då till de olika saluhallarna som fanns i staden och till den då nyligen invigda Centralsaluhallen.

## Saluhallar

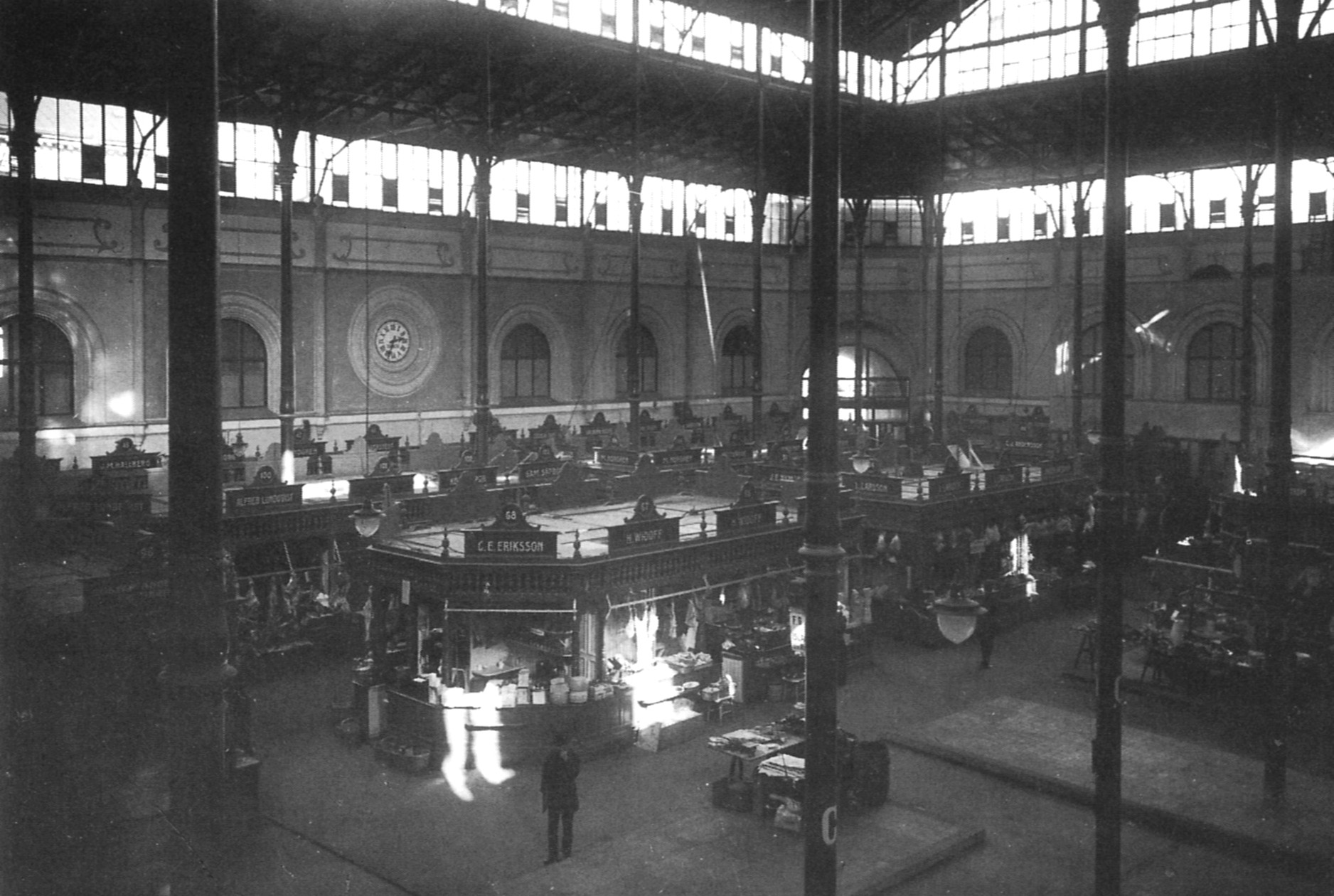
Östermalms saluhall 1890.

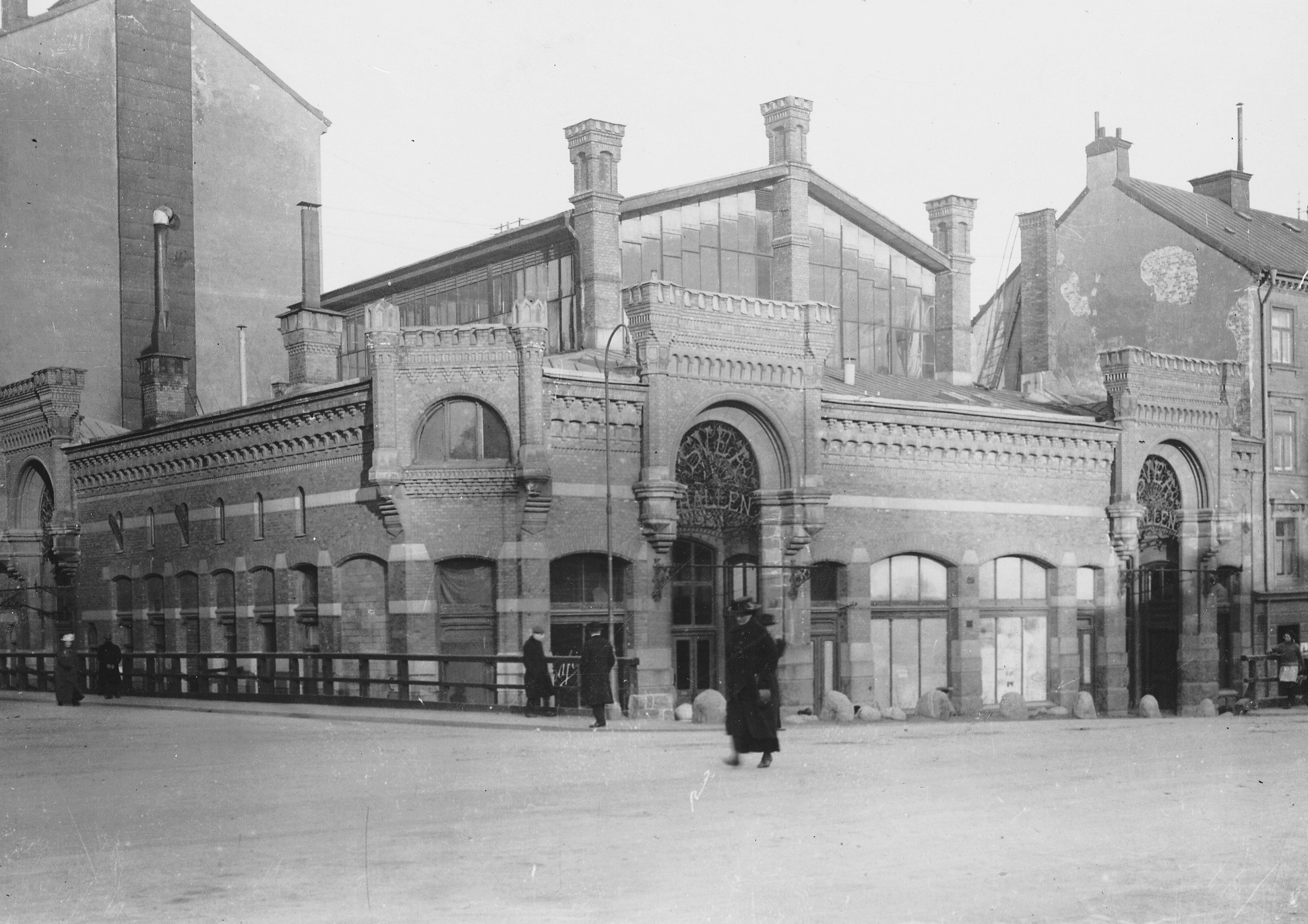
Sveahallen omkring 1900.

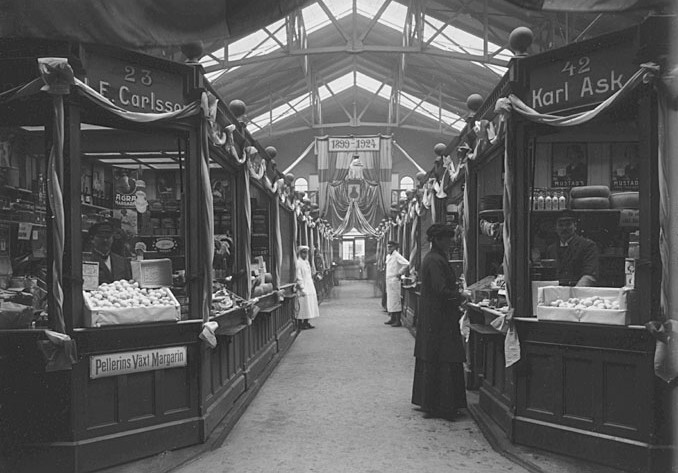
Maria saluhall 1924.

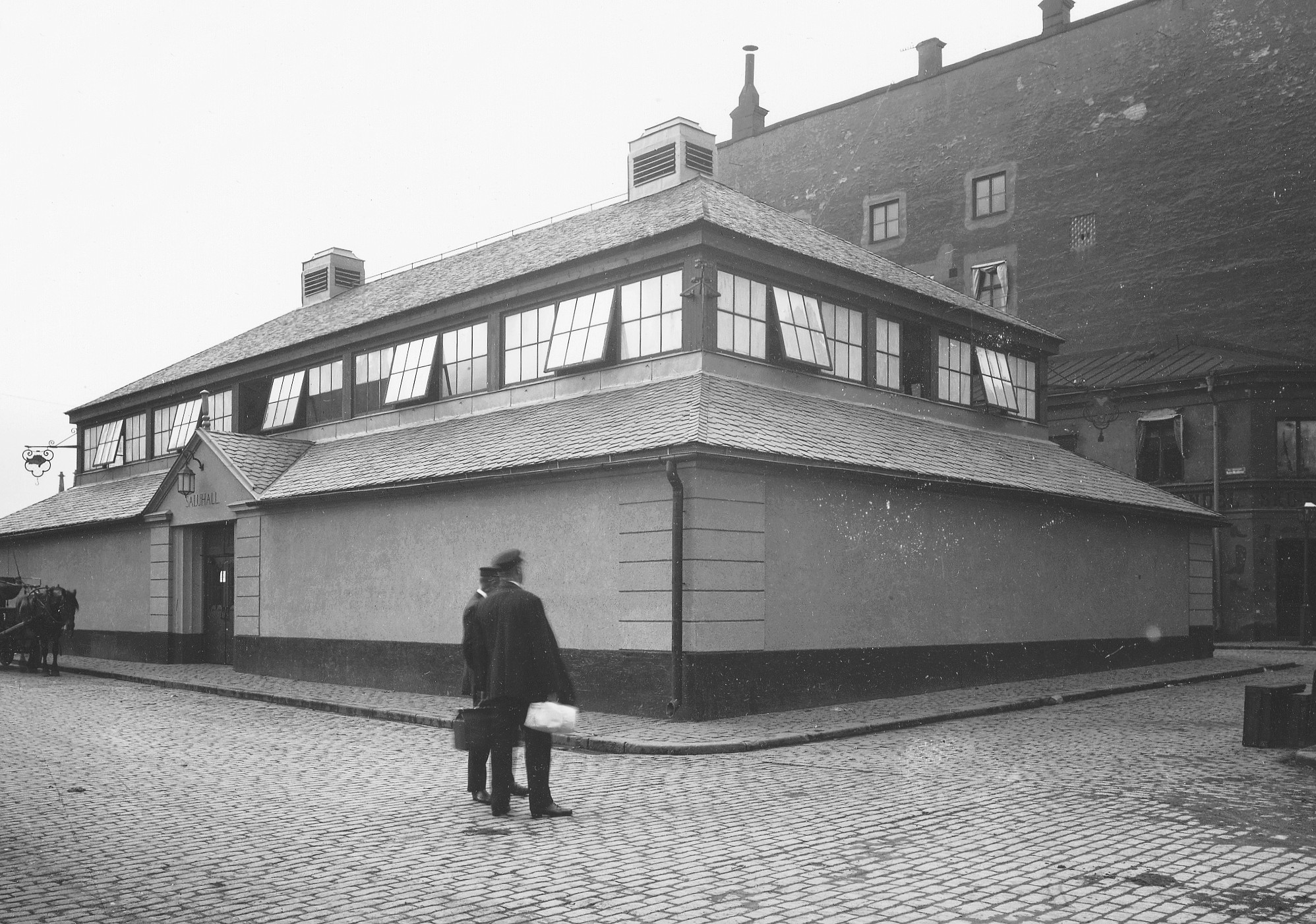
Munkbrohallen 1918.

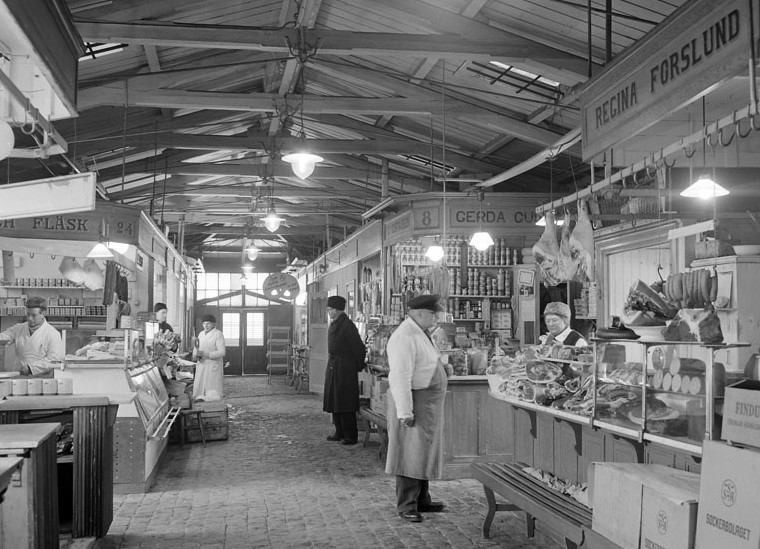
Köttorgshallen 1952.

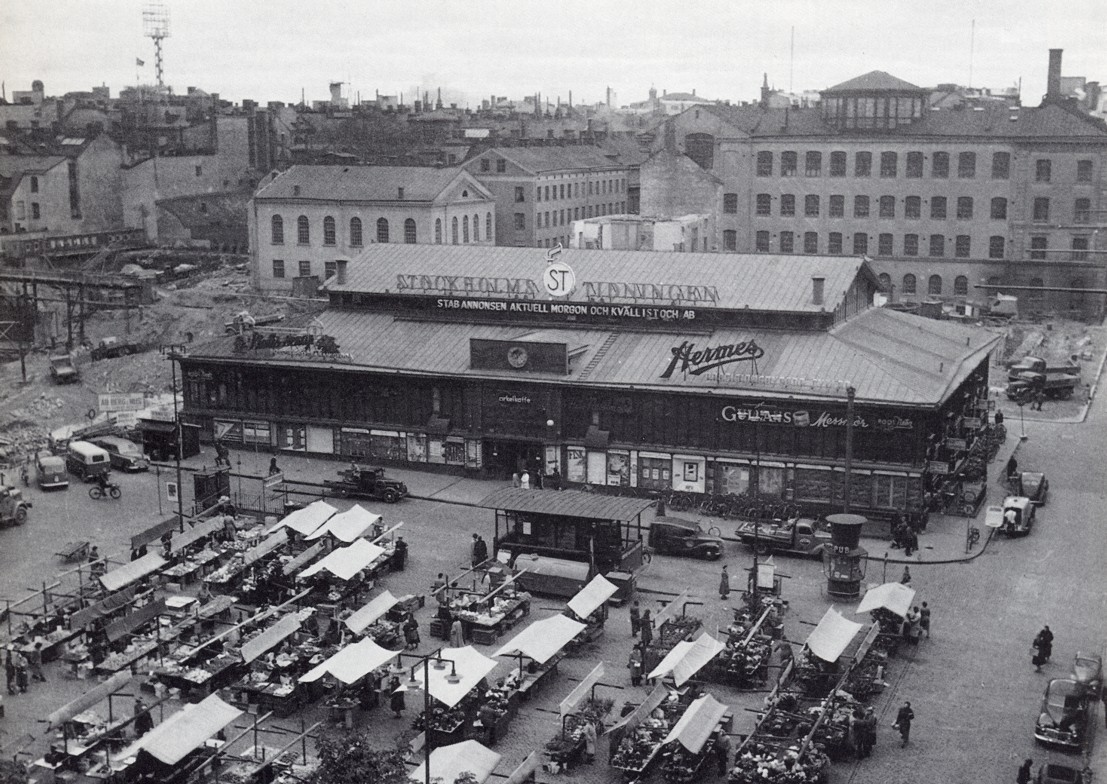
Gamla Hötorgshallen 1953.

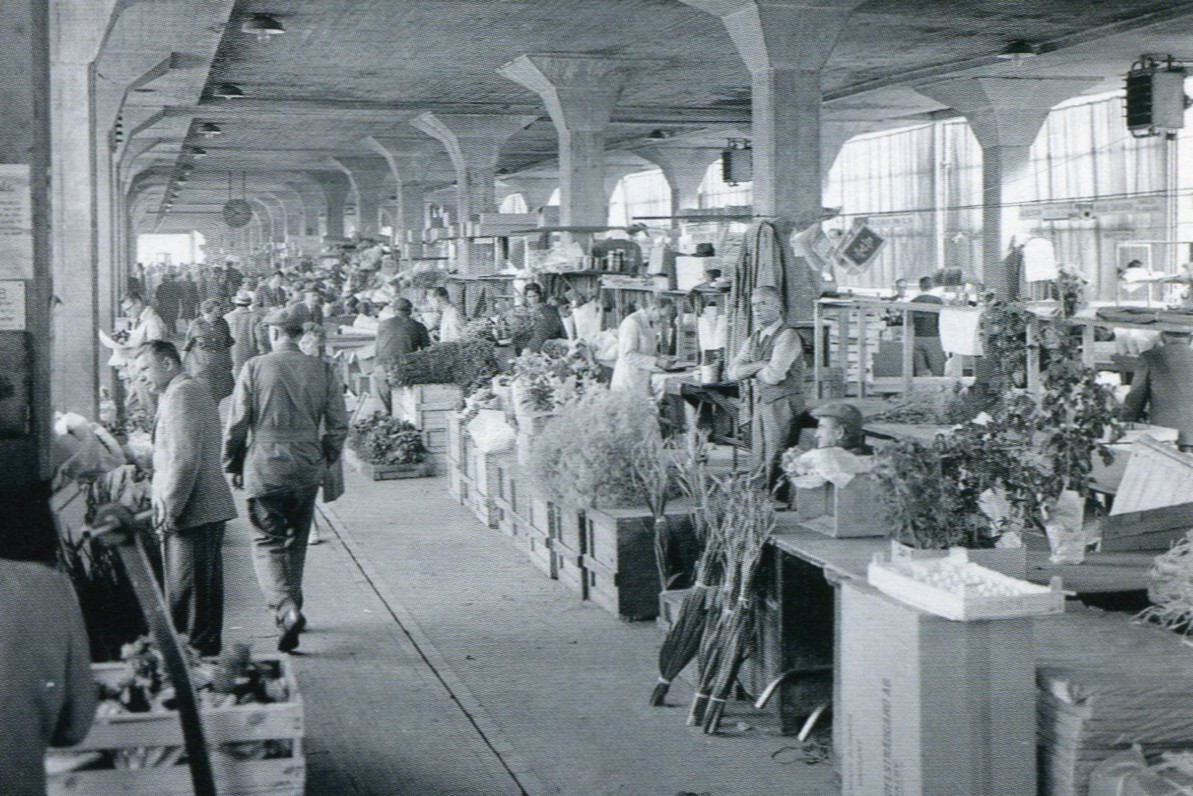
Klarahallen 1962.

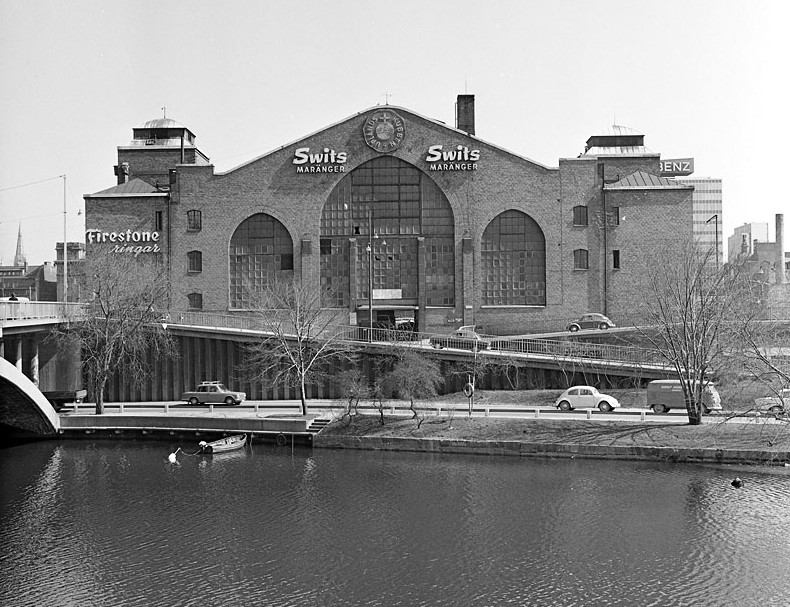
Centralsaluhallen 1965.

### Köttorgshallen och Hötorgshallen
De hälsovårdande myndigheterna i Stockholm visste att färska kött- och fiskvaror lätt fördärvade i det fria och rekommenderade därför hallförsäljning. Bortsett från hygiensynpunkter var man vid denna tid orolig för frostens dåliga inverkan på köttets kvalitet.
Bland mycket tidiga saluhallar kan räknas Fiskarhuset som låg på  Karl Johans torg i Slussenområdet. Byggnaden ritades 1854 av arkitekt Per Axel Nyström och fungerade som saluhall för fiskhandel. Fiskarhuset revs runt 1920 för att förbättra trafiksituationen i området.
År 1875 byggdes Stockholms och landets första permanenta saluhall; Köttorgshallen (1918 kompletterat med Munkbrohallen) i Gamla stan där man inte bara sålde en enda sorts livsmedel. Hallarna var av enkel träkonstruktion och låg på en udde mot Riddarfjärden mellan Munkbrotorget (dagens Munkbron) och Mälartorget, platsen kallades även Köttorget. Båda hallarna revs 1954 för att bereda plats för tunnelbanan, omläggningen av järnvägen och breddning av Munkbroleden.
Köttorgshallen följdes av gamla Hötorgshallen vid södra sidan om Hötorget, uppförd 1880-1884. Det var en byggnad i klassisk saluhallsstil ritad av Axel Fredrik Nyström. Väggar och tak var järnkonstruktioner och hallen mätte 50x31 meter, med en takhöjd på som högst 13 meter. Hallen hade 120 handlarplatser. Den gamla hallen revs 1953 i samband med Norrmalmsregleringen. Innan den nya var på plats fanns där en provisorisk saluhall mellan 1954 och 1958. 
Den nya Hötorgshallen byggdes efter ritningar av arkitekten David Helldén på samma ställe, en våning under markplanet och var då stadens modernaste mathall. Saluhallen togs i bruk 1958 men invigdes först året därpå av Gustaf VI Adolf i samband med Hötorgscitys invigning.
Hötorgshallen har genomgått flera renoveringar under 1990-talet, framför allt när Filmstaden Sergel byggdes. Under 2001 skedde återigen en förnyelse av saluhallen. Idag (2010) finns här ett trettiotal butiker, restauranger och caféer. För åren 2011-2012 planerar Stockholms stad ytterligare en ombyggnad inom ”vision 2030 om ett Stockholm i världsklass”.

### Östermalmshallen
En annan tidig saluhall var Östermalmshallen vid västra sidan av Östermalmstorg. Hallen var ett privat initiativ av tre bankdirektörer. De bildade aktiebolaget "Östermalms saluhallar" och meningen var att uppföra och uthyra saluhallar i Stockholm.
Bygget föregicks av en arkitekttävling där tio förslag lämnades in, men inget förslag utfördes utan uppdraget gick till arkitekterna Isak Gustaf Clason och Kasper Salin. Den senare stod även för den komplicerade inre gjutjärnskonstruktionen, som tillverkades på Motala Mekaniska Verkstad. Den ca 3 000 m² stora hallen invigdes den 30 november 1888, i Konung Oscar II:s närvaro, då hade bara 6 månader förflutit från byggstart till avslut. Delvis var 300 till 500 man sysselsatta med rekordbygget. Redan från början hade hallen elektrisk belysning med båglampor och glödlampor. Kostnaden för hallen blev drygt en miljon kronor.
Den 1 december 1888, öppnades Östermalms Saluhall sina portar för allmänheten. Under 1960-talets rivningsvåg i Stockholm fanns det långtgående planer på att jämna Östermalms saluhall med marken, men det blev inte så. Sedan dess har hallen renoverats två gånger bl.a. under åren 1995 till 1997. Senaste renoveringen/restaureringen, som blev mycket omfattande och kostsammare än beräknat, ägde rum mellan 2016 till 2020, då hallen även fick helt nya och tidsenliga tekniska utrymmen och personalutrymmen i källarnivå. Den ursprungliga salustånden, i en rik träarkitektur, finns kvar, även om trenden har varit att ersätta butiksstånd med öppna ytor för café och restaurangändamål. Flera av restauranglokalerna har också fått nya öppningar mot gatufasaderna och gatuserveringar. Under byggnadstiden uppfördes en provisorisk och påkostad saluhallsbyggnad på Östermalmstorg, som under en period stod tom, men som senare demonterades och har sålts till andra ändamål.
Östermalms saluhall är inte k-märkt men kulturminnessyddad och har i praktiken samma skydd som ett byggnadsminnesmärke. Den är en av Stockholms finaste tegelbyggnader från sent 1800-tal.

### Sveahallen
Sveahallen låg i kvarteret Sjökatten i hörnet av nuvarande Sveavägen / Kungstensgatan i Vasastaden. Hallen byggdes 1889–1890 efter ritningar av arkitekt Ernst Haegglund och byggherre var Byggnadsaktiebolaget Svea Saluhall. Byggnaden uppfördes i två våningar med källare och fasader i rohbau, alltså oputsat tegel, som mönstermurades och försågs med utsmyckningar av kalkstenslister och toureller. I hallen anordnades 46 försäljningsplatser eller torgstånd i fyra rader. Varje   hade tillgång till en egen källarlokal. Det fanns vatten och avlopp indragen och allmän belysning i form av gasljus. Hallen fick indirekt dagsljus via en stor taklanternin. Det fanns vissa likheter med  Östermalmshallen, som dock var betydligt större och mera påkostat. Byggkostnaden för Sveahallen stannade vid omkring 250 000 kronor. Sveahallen "presenterar sig särdeles prydlig", som Dagens Nyheter skrev i en kort byggnadspresentation den 8 februari 1890. År 1930 revs hallen för att ge plats åt nuvarande kontors- och bostadshus.

### Vasahallen
I Vasastaden fanns ytterligare en saluhall som öppnade 1890, ungefär samtidigt med Sveahallen. Den kallades Vasahallen eller Vasas saluhall och låg kvarteret Adlern mindre på en genomgående tomt med ingångar från Norrtullsgatan 5 och Vegagatan 4. År 1889 lät bagarmästaren M. Lindholm, som ägde fastigheten Adlern mindre 24, inrätta en saluhall i en långsmal lokal under bakgården. Saluhallen existerade fram till mitten av 1960-talet när huset revs för att ge plats åt nuvarande bostads-, kontor- och affärshus.

### Maria saluhall
På Hornsgatan 72 fanns ytterligare en saluhall från 1800-talets slut. Det var Maria saluhall, byggd 1899 med en takkonstruktion av stålfackverk som påminde om Östermalmshallen. 
Erik Asklund berättade om nödåren 1917-18 under första världskriget i avsnittet En kille från Hornstull i boken med samma namn. "I Maria Saluhall vid Hornsgatan stod det alltid långa köer i porten ut åt Brännkyrkagatan (där de fattigaste var tillåtna att stå) när det spreds ett rykte i kvarteren att man fått in ett lager paltbröd eller amerikanskt fläsk".
Då det blev svårt att få salustånden uthyrda överlät staden 1927 saluhallen till byggmästaren och biografägaren John A. Bergendahl. Denne lät riva hallen och uppförde på tomten en bostadsfastighet som innehöll även en biograflokal och en restaurang. Biografen var Ricardo som stängde 1984. På dess plats finns idag Folkoperan.

### Centralsaluhallen och Klarahallen
De gamla partihallarna i Klarahallsområdet var belägna på Blekholmen intill Klara sjö vid Kungsbron. 1910 byggdes den provisoriska fiskhallen. År 1907 bildades Stockholms stads slakthus- och saluhallsstyrelse, och 1909 fick styrelsen även ansvaret för stadens saluhallar och torg. 
År 1912, samma år som Enskede slakthus invigdes, öppnades Centralsaluhallen. Gustaf Améen hade ansvarat för ritningarna. I Centralsaluhallen, som var främst för partihandel, såldes kött och fläsk. Men det fanns även speceriaffärer som sålde konserver, inlagda gurkor, korvar och hästkött till allmänheten.
I området söder om Centralsaluhallen uppfördes 1933 Klarahallen för partihandel med frukt, grönt och blommor. Hallen rymdes under en viadukt och ritades av arkitekten Hakon Ahlberg. I Klarahallen kunde allmänheten efter partihandelns slut köpa blommor och trädgårdsprodukter på torget utanför. Den provisoriska fiskhallen ersattes 1939 av den modernare Partifiskhallen för försäljning av fisk och skaldjur. På grund av saknade utökningsmöjligheter och allt större trängsel flyttades 1962 hela partihallsverksamheten till nybyggda Årsta partihallar. 
Hallarna revs i etapper och Klarahallarnas öppna område var under många år en stor parkeringsplats. 1985 försvann även Centralsaluhallen, på platsen finns idag Blekholmsterrassen med flera kontorsfastigheter.

### Södermalms saluhall
Stockholms nyaste saluhall är Södermalms saluhall även kallad Söderhallarna, belägen vid västra sidan av Medborgarplatsen. Hallen invigdes den 25 september 1992. Huset är ritat av arkitekt Bo Kessel. Byggnaden består av två huskroppar med skilda yttre utseenden. Saluhallsbyggnadens fasad är klädd i glas, medan Björkhallshuset har en gul sandstensfasad. Saluhallen inrymmer idag (2010) 13 butiker med matanknytning. I anslutning finns ett affärscenter med ytterligare ett 30-tal butiker, restauranger, kontor och Filmstaden Söder.

## Bilder

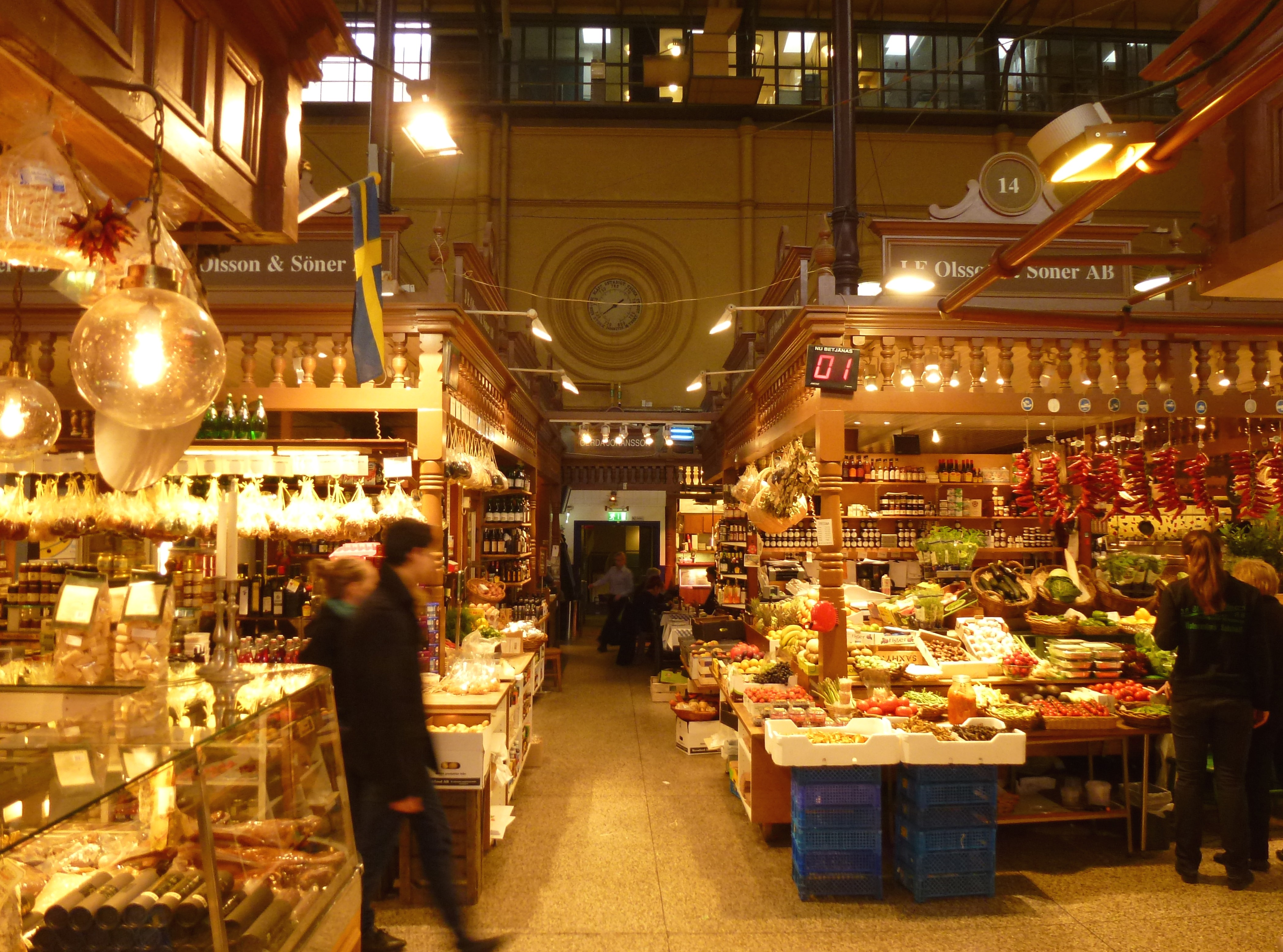
Östermalmshallen 2012
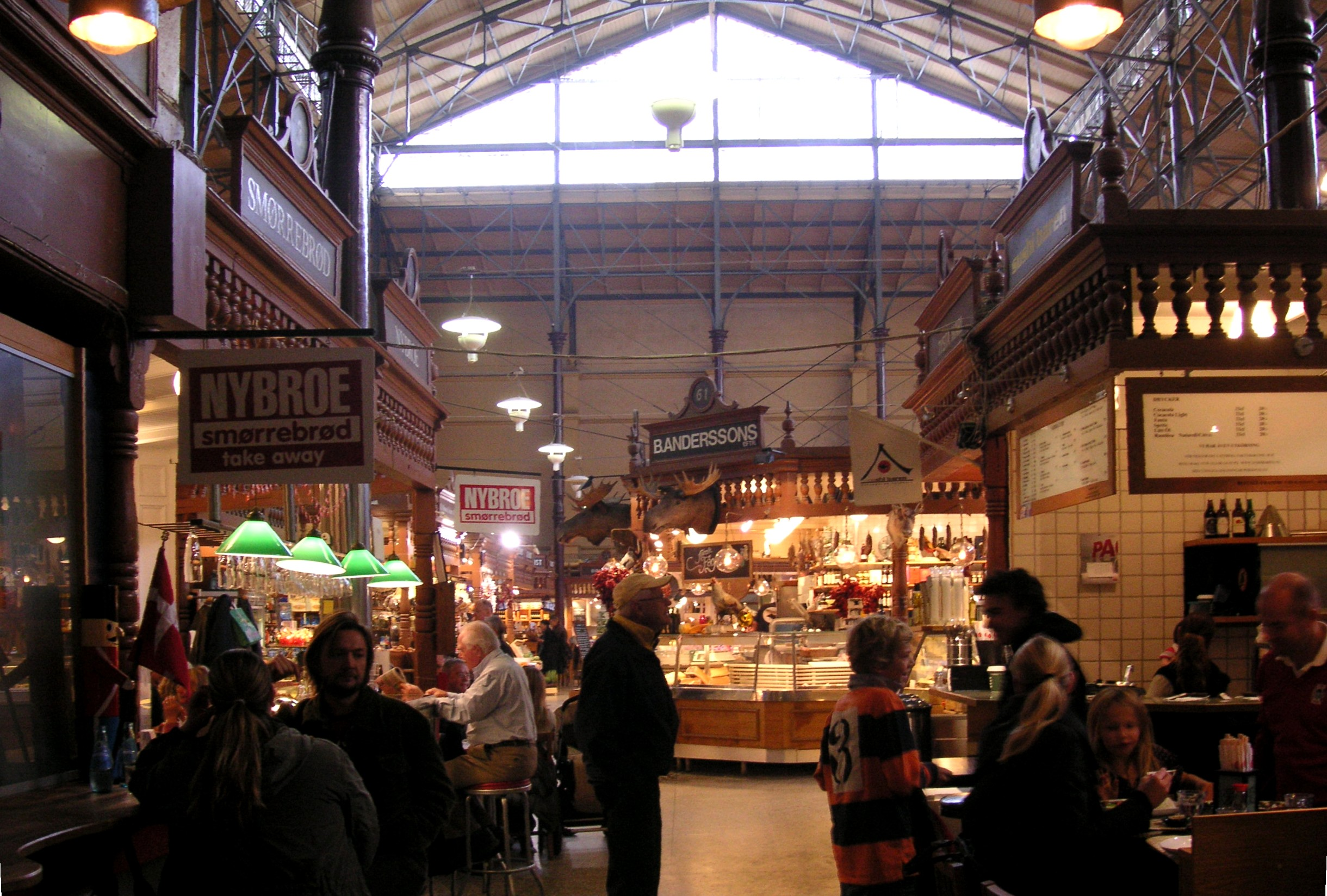
Östermalmshallen 2007
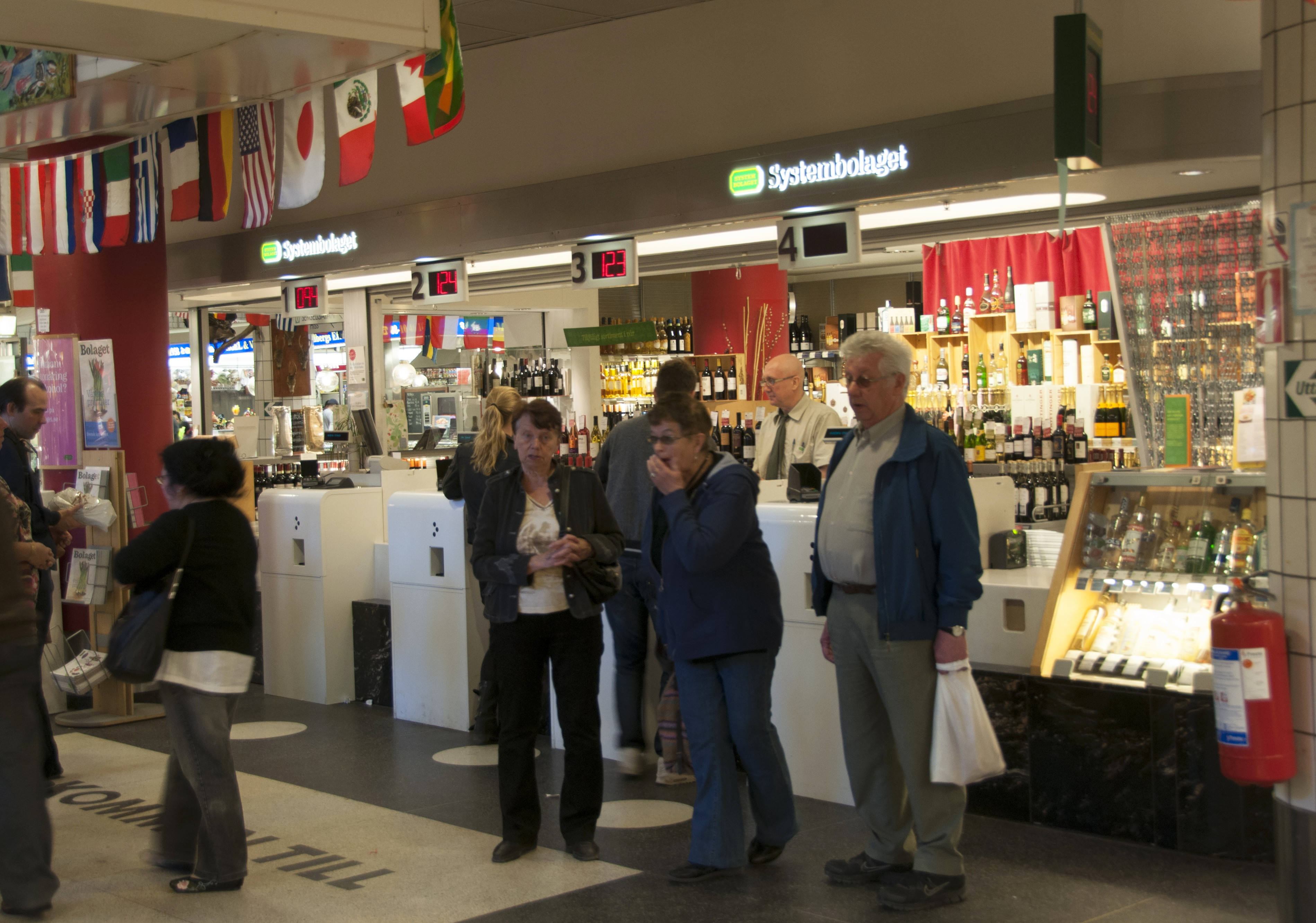
Hötorgshallen 2011
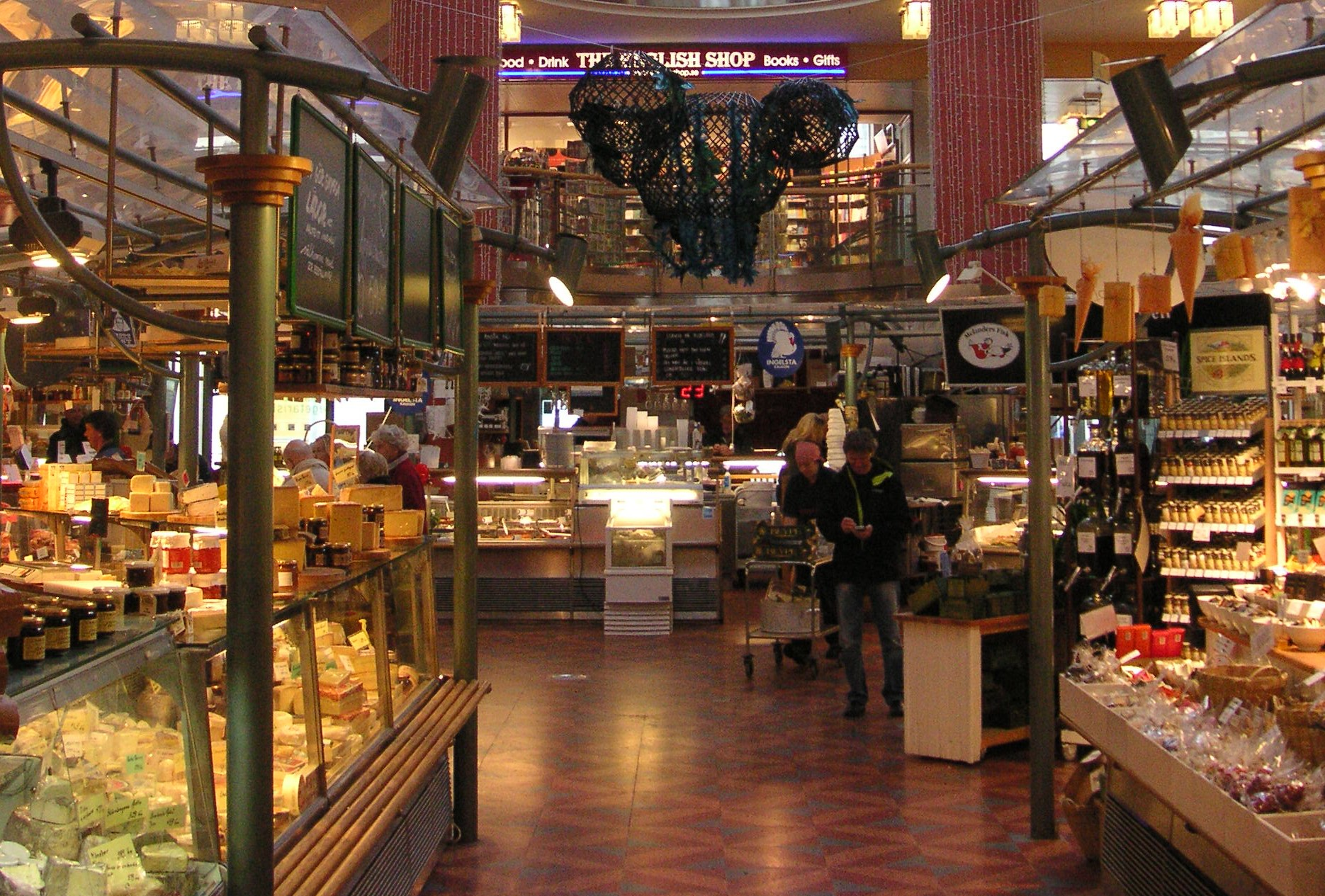
Södermalms saluhall 2007
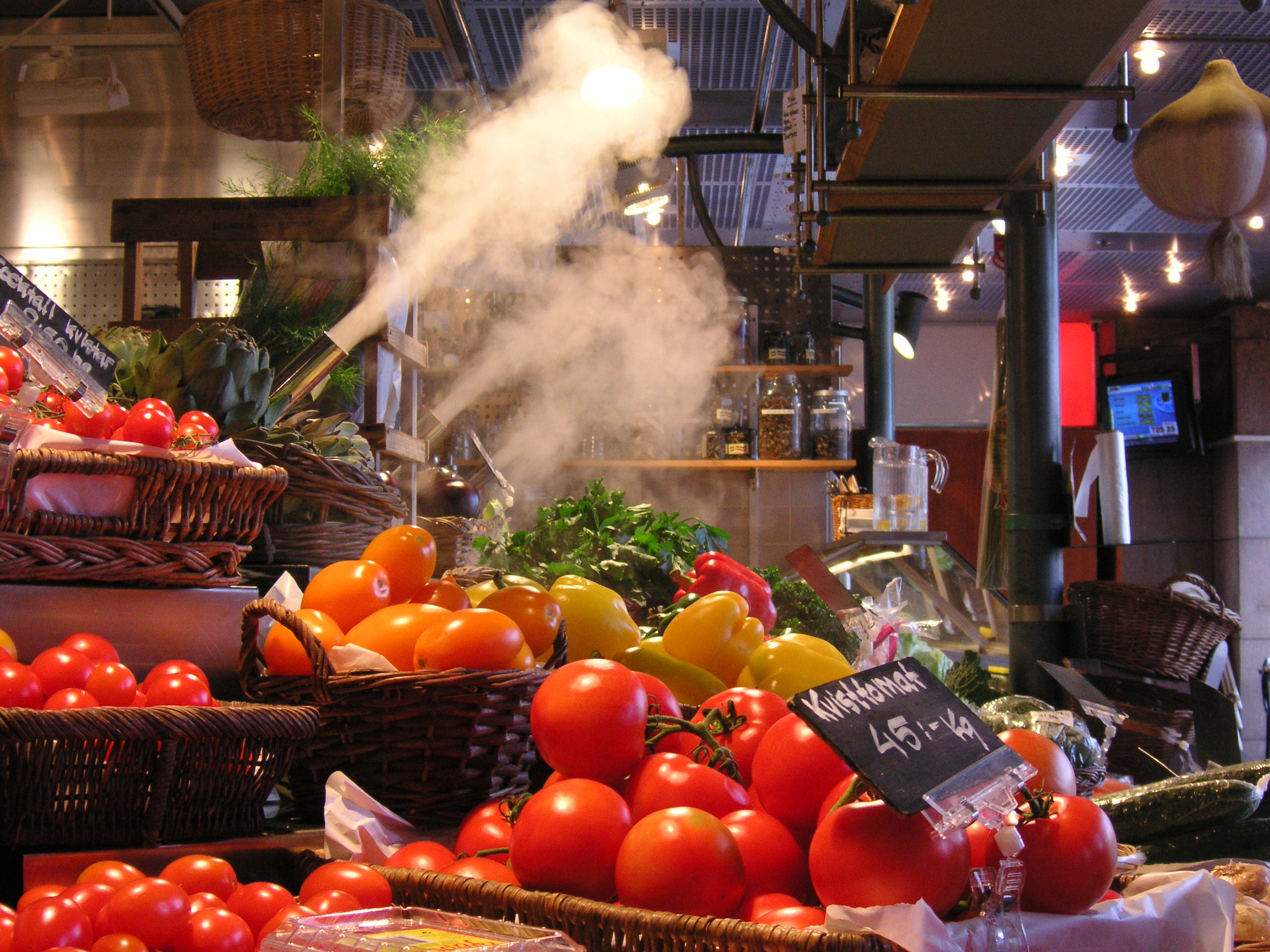
Södermalms saluhall 2007